# A Murder of Quality
A Murder of Quality (Brasil: Um Crime entre Cavalheiros / Portugal: Um Crime quase Perfeito) é o segundo romance do gênero espionagem publicado pelo escritor britânico John le Carré. .

## Televisão e adaptações para o rádio
O livro A Murder of Quality foi adaptado para a televisão em 1991 indo ao ar pela Thames Television e a BBC Radio 4 também transmitiu uma novela com o mesmo tema.